# منتخب الصومال تحت 20 سنة لكرة القدم
منتخب الصومال تحت 20 سنة لكرة القدم هو ممثل الصومال الرسمي في المنافسات الدولية في كرة القدم في فئة كرة قدم تحت 20 سنة للرجال
، يديريه اتحاد الصومال لكرة القدم.